# Lycaugesia punctilinea
Lycaugesia punctilinea là một loài bướm đêm trong họ Noctuidae.